# Milrose
'Milrose' est un cultivar de rosier floribunda obtenu avant 1965 par le rosiériste français André Chabert (1915-2012) et introduit au commerce par la maison Delbard en 1965. Cette variété est particulièrement appréciée par l'extrême générosité de sa floraison remontante.

## Description
Ce rosier floribunda se présente sous la forme d'un buisson large, épais et épineux au feuillage brillant vert clair, aux petits rameaux enchevêtrés. Il s'élève jusqu'à 80 cm. Ses fleurs d'un rose soutenu au début et devenant ensuite d'un rose nacré sont moyennes et semi-doubles (9-16 pétales), plutôt en coupe et fleurissant en petits bouquets. La floraison s'étale tout au long de la saison et particulièrement pendant les mois d'été. Elle est très généreuse, ce qui en fait sa qualité principale.
Sa zone de rusticité est de 6b à 9b, cette variété supporte donc les hivers froids. Elle est parfaite pour les plates bandes et les mixed-borders, surtout en effet de masse avec plusieurs plants côte à côte. Il faut supprimer ses rameaux morts ou chétifs avant la fin de l'hiver et raccourcir d'un tiers. La floraison, remarquable, n'en sera que plus abondante.

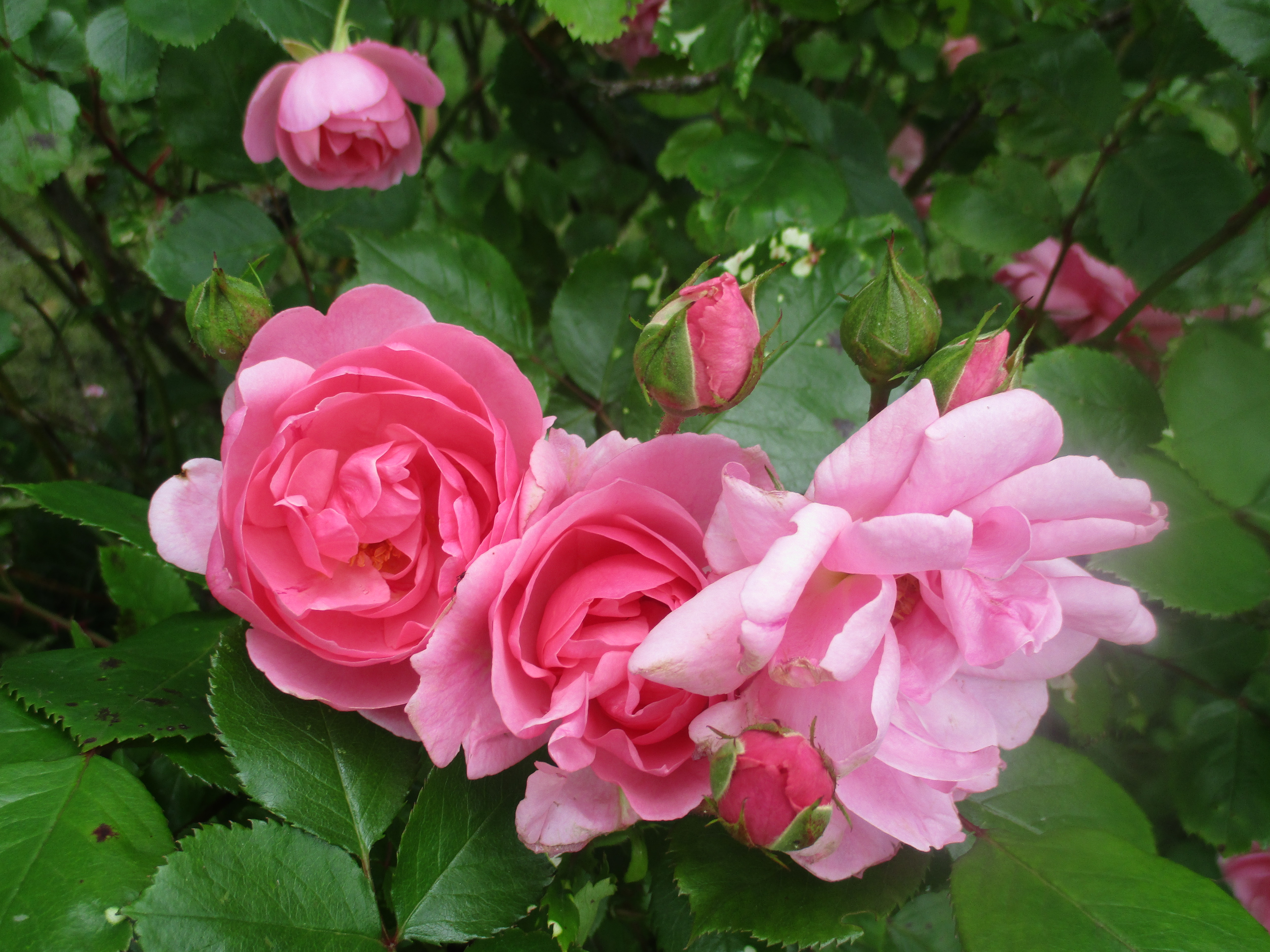
'Milrose' début juin.

'Milrose' est issu d'un croisement du semis 'Orléans Rose' (Levavasseur, 1909) x ['Français' x 'Lafayette' (Nonin, 1918)].

## Descendance
Le croisement avec 'Sommerwind' (Kordes, 1985) x ['Milrose' x 'Rosamunde' (Leenders, 1941)] a donné naissance à 'Léonard de Vinci' (Meilland, 1994).